# Illumina
Illumina — американская компания, производитель оборудования для секвенирования, генотипирования и изучения экспрессии генов. Заказчики — центры изучения геномов, фармацевтические компании, университетские центры, организации, осуществляющие клинические исследования, а также биотехнологические компании.
Основана в апреле 1998 года Дэвидом Уолтом (англ. David Walt) Джоном Штюльпнагелем (англ. John Stuelpnagel) и Марком Чи (англ. Mark Chee). Штаб-квартира — в Сан-Диего. Первичное размещение на Nasdaq провела в июле 2000 года.
Выпуск оборудования для генотипирования однонуклеотидных полиморфизмов освоила в 2001 году; в 2002 году выпустила систему Illumina BeadLab. 26 января 2007 года приобрела компанию Solexa — разработчика системы генетического анализа, в том числе для полного секвенирование генома, анализа экспрессии генов и анализа малых РНК. В конце 2014 году выпустила платформу для секвенирования полного генома человека с стоимостью реактивов около $1000 — Illumina X Ten. Ключевая технология, применяемая в оборудовании — ДНК-микрочипы.